# Luciano Azzigotti
Luciano Azzigotti (* 5. Dezember 1975 in Buenos Aires) ist ein argentinischer Komponist und Pianist.

## Leben
Azzigotti studierte Klavier am Conservatorio de Música de Buenos Aires bei Martha M. Pisano, Jorge Zulueta und Lía Cimaglia Espinosa, Komposition an der Universidad Nacional de La Plata bei Mariano Etkin. Im Jahr 2010 wurde er als Komponist für das Melos-Gandini-Stipendium mit Gerardo Gandini ausgewählt. Seit 2013 ist er Dozent an der Universidad Nacional de Tres de Febrero. 2017 erhielt er den Juan Carlos Paz Preis für Kammermusikkomposition. Die Argentinische Nationalbibliothek stellte Azzigotti 2017 mit einem Porträtkonzert vor.

## Preise
- Juan Carlos Paz (Kammermusik, 2017)[3]
- Premio Cóndor de Plata (Original Soundtrack 2022)[4]

## Filmografie (Auswahl)
- 2018: Die untergegangene Familie (Familia sumergida)
- 2020: El prófugo